# Charles Verlat
Michel Marie Charles Verlat, född den 24 november 1824 i Antwerpen, död där den 23 oktober 1890, var en belgisk målare.
Verlat studerade vid Antwerpens konstakademi för Nicaise de Keyser och i Paris. Han blev 1869 direktör för konstskolan i Weimar samt senare professor vid och 1885 direktör för akademien i sin födelsestad. Verlat uppehöll sig två år i Palestina och målade jämte genretavlor därifrån bilder ur Nya Testamentet med österländska typer och dräkter och i österländskt brännande solsken. Bland dylika målningar märks Vox populi (den befriade Barrabas bäres i triumf av den skränande pöbeln). Även en gripande Pietà, Bröllopet i Kana med flera är att nämna bland bibliska kompositioner. En Madonna (Antwerpens museum) blev högt beundrad. Bland historiemålningar märks Gottfrid av Bouillon vid Jerusalems stormning (Bryssels museum). Verlat försökte sig på alla områden – även inom modern vardagsskildring och porträtt –, men var bäst i sina djurmålningar: Vallhund försvarar sin hjord mot en örn (1858, Bryssels museum), Strid mellan ett lejon och bufflar i öknen, skildrad med rasande kraft (1878, Antwerpens museum). Såväl om hans djurskildringar som om hans historiska bilder gäller Edelfelts uttryck, att han "pressar fram det karakteristiska på ett snillrikt sätt".